# Buque da Pesca do Atum
Buque da pesca do Atum eram embarcações com cerca de 13 metros de comprimento, que transportavam os atuns das armações onde eram pescados para terra.
Com uma capacidade de carga de aproximadamente 40 toneladas, o que corresponde a 60 atuns sensivelmente, levavam a carga para as lotas do sotavento algarvio, em Tavira ou Vila Real de Santo António.
Os Buques arvoravam uma vela latina triangular de 90 m2.
O único exemplar sobrevivente é o "Belmar", construído em Olhão, em 1923, para a armação “Medo das Cascas”, foi encontrado abandonado e varado no Arraial Ferreira Neto em Tavira, pelo prof. Júlio Piscarreta em 1983, que o recuperou.
Participou na EXPO '98, onde foi utilizado pela Animação Cultural para várias acções na frente rio.